# NCIS: New Orleans (1.ª temporada)
A primeira temporada de NCIS: New Orleans, uma série de televisão de drama policial processual americano, foi ao ar pela CBS de 23 de setembro de 2014 a 12 de maio de 2015. A temporada foi produzida pela CBS Television Studios, com Gary Glasberg como produtor executivo e showrunner. O piloto foi ao ar em 25 de março de 2014 e 1º de abril de 2014 e serve como o primeiro de um piloto de duas partes durante o décima primeira temporada de NCIS e encomendado para série em maio de 2014. Em 27 de outubro de 2014, a CBS pegou NCIS: New Orleans por uma temporada completa de 23 episódios.

## Elenco e personagens
| - Scott Bakula como Dwayne Cassius Pride - Lucas Black como Christopher LaSalle - Zoe McLellan como Meredith Brody - Rob Kerkovich como Sebastian Lund - C.C.H. Pounder como Loretta Wade]] | - Shalita Grant como Sonja Percy - Daryl Mitchell como Patton Plame - Shanley Caswell como Laurel Pride - Callie Thorne como Sasha Broussard - Steven Weber como Douglas Hamilton - John Livingston como Paul Jenks - Gillian Alexy como Savannah Kelly - Dylan Walsh como Jim Messier - Clayne Crawford como Cade LaSalle - Dean Stockwell como Tom Hamilton - Christopher Meyer como Danny Malloy - Dani Dare como C.J. Malloy - Stacy Keach como Cassius Pride | - Mark Harmon como Leroy Jethro Gibbs - Michael Weatherly como Anthony DiNozzo - Pauley Perrette como Abigail Sciuto - Rocky Carroll como Leon Vance - David McCallum como Dr. Donald Mallard - Joe Spano como Tobias Fornell - Diane Neal como Abigail Borin - Meredith Eaton como Carol Wilson |

## Episódios
A temporada inicial de NCIS: New Orleans foi composta principalmente por episódios isolados, com o objetivo de apresentar os personagens e mostrar a dinâmica do grupo. O único arco dramático da temporada envolveu a caçada ao criminoso Baitfish (John Livingston). Durante a temporada houve participações especiais de vários personagens da série matriz NCIS.
| N.º na série | N.º na temp. | Título                       | Dirigido por        | Escrito por                                                                                           | Exibição original       | Audiência (milhões) |
| --- | ------------ | ---------------------------- | ------------------- | --- | ----------------------- | ------------------- |
| 1 | 1            | "Musician Heal Thyself"      | Michael Zinberg     | Jeffrey Lieber                                                                                        | 23 de setembro de 2014  | 17.22               |
| A equipe investiga a morte de um marinheiro supostamente envolvido com gangues locais. Merri procura uma casa para alugar. Personagens Convidados: David McCallum como Dr. Donald "Ducky" Mallard. |              |                              |                     | |                         |                     |
| 2 | 2            | "Carrier"                    | James Whitmore, Jr. | Gary Glasberg                                                                                         | 30 de setembro de 2014  | 16.57               |
| Um marinheiro morto é identificado como portador do bacilo da peste bubônica. A equipe deve agir rápido para descobrir a origem da contaminação antes que o pânico se espalhe. Personagens Convidados: Michael Weatherly como Agente Especial Sênior do NCIS Anthony "Tony" DiNozzo, Pauley Perrette como Abigail "Abby" Sciuto, Meredith Eaton como Carol Wilson e Rocky Carrol como Diretor do NCIS Leon Vance. |              |                              |                     | |                         |                     |
| 3 | 3            | "Breaking Brig"              | Tony Wharmby        | Laurie Arent                                                                                          | 7 de outubro de 2014    | 15.39               |
| O escritório de New Orleans investiga a fuga de três prisioneiros, e um deles representa uma ameaça à segurança nacional. Personagens Convidados: Mark Harmon como Agente Chefe de Investigação do NCIS Leroy Jethro Gibbs e Rocky Carrol como Diretor do NCIS Leon Vance |              |                              |                     | |                         |                     |
| 4 | 4            | "The Recruits"               | Oz Scott            | Sam Humphries                                                                                         | 14 de outubro de 2014   | 15.41               |
| Um SEAL é morto em uma casa de caridade, e a equipe deve determinar se sua morte está ligada às suas atividades contra o terrorismo. A filha de Pride aparece para uma visita. Personagem recorrente: Shanley Caswell como Laurel Pride |              |                              |                     | |                         |                     |
| 5 | 5            | "It Happened Last Night"     | Arvin Brown         | Jack Bernstein                                                                                        | 21 de outubro de 2014   | 16.13               |
| A equipe tem apenas 22 horas de prazo para localizar e resgatar a esposa sequestrada de um Oficial de contrainteligência assassinado. Personagem convidado: Joe Spano como Agente Senior do FBI Tobias Fornell |              |                              |                     | |                         |                     |
| 6 | 6            | "Master of Horror"           | Terrence O'Hara     | Scott Shapiro                                                                                         | 28 de outubro de 2014   | 16.09               |
| Próximo do Halloween, uma juíza do escritório naval é assassinada. A evidência deixada para trás é bastante peculiar. |              |                              |                     | |                         |                     |
| 7 | 7            | "Watch Over Me"              | James Hayman        | David Appelbaum                                                                                       | 11 de novembro de 2014  | 14.99               |
| A equipe investiga o assassinato de oficial da Marinha com alto nível de segurança, que atuava como ligação com um desenvolvedor privado de tecnologia. Pride transforma sua garagem em oficina ao trabalhar no primeiro carro que deu à sua esposa. |              |                              |                     | |                         |                     |
| 8 | 8            | "Love Hurts"                 | Michael Pressman    | Jack Bernstein                                                                                        | 18 de novembro de 2014  | 16.86               |
| Um suboficial é encontrado morto com um anel de noivado e uma proposta de casamento nas mãos. A investigação toma rumos misteriosos quando a equipe não consegue localizar sua suposta noiva. |              |                              |                     | |                         |                     |
| 9 | 9            | "Chasing Ghosts"             | James Whitmore, Jr. | Jonathan I. Kidd & Sonya Winton                                                                       | 25 de novembro de 2014  | 14.47               |
| Pride e sua equipe investigam um caso arquivado de 40 anos atrás sobre o homicídio de um oficial chefe. |              |                              |                     | |                         |                     |
| 10 | 10           | "Stolen Valor"               | Dennis Smith        | Laurie Arent                                                                                          | 16 de dezembro de 2014  | 14.14               |
| A descoberta de que um fuzileiro dado como morto pode ainda estar vivo leva a equipe ao Afeganistão para tentar trazê-lo de volta. |              |                              |                     | |                         |                     |
| 11 | 11           | "Baitfish"                   | Leslie Libman       | Jeffrey Lieber                                                                                        | 6 de janeiro de 2015    | 17.73               |
| Uma explosão fere gravemente o namorado da filha do Agente Pride. A equipe descobre que o alvo do atentado era o próprio Pride. |              |                              |                     | |                         |                     |
| 12 | 12           | "The Abyss"                  | Terrence O'Hara     | Sam Humphrey                                                                                          | 13 de janeiro de 2015   | 16.39               |
| A equipe e o Serviço Investigativo da Guarda Costeira investigam um duplo homicídio a bordo de um navio de pesquisas, quando a filha de um Almirante torna-se a principal suspeita. LaSalle tenta ajudar seu irmão problemático. Personagens recorrentes: Diane Neal como Agente Especial do CGIS Abigail Borin e Clayne Clawford como Cade LaSalle                                                               |              |                              |                     | |                         |                     |
| 13 | 13           | "The Walking Dead"           | Ed Ornelas          | David Appelbaum                                                                                       | 3 de fevereiro de 2015  | 16.52               |
| Um tenente da Marinha e amigo de Pride pede sua ajuda para investigar sua morte iminente por envenenamento radiativo. Personagem recorrente: Diane Neal como Agente Especial do CGIS Abigail Borin |              |                              |                     | |                         |                     |
| 14 | 14           | "Careful What You Wish For"  | James Hayman        | Scott D. Shapiro                                                                                      | 10 de fevereiro de 2015 | 16.19               |
| Um agente do NCIS que prestava segurança a um alto oficial é assassinado e descobre-se que ele guardava um importante segredo. Enquanto isso, o nebuloso passado de Merri é colocado em foco por uma investigação. |              |                              |                     | |                         |                     |
| 15 | 15           | "Le Carnivale de la Mort"    | Tony Wharmby        | Jonathan I. Kidd & Sonya Winton                                                                       | 17 de fevereiro de 2015 | 14.70               |
| Em pleno Mardi Gras (terça-feira de Carnaval), a equipe investiga o assassinato a facadas de um oficial. Pride visita seu pai na prisão, sem saber que sua filha está fazendo o mesmo. |              |                              |                     | |                         |                     |
| 16 | 16           | "My Brother's Keeper"        | Oz Scott            | História por : Christopher Ambrose, Jonathan I. Kidd & Sonya Winton Roteiro por : Christopher Ambrose | 24 de fevereiro de 2015 | 13.71               |
| A morte por atropelamento de uma recrutadora da Marinha leva a equipe a investigar o mundo de seus dois filhos adotivos e seu recém retornado pai, um traficante de drogas. LaSalle preocupa-se com a falta de progresso no tratamento de seu irmão. Personagem recorrente: Clayne Clawford como Cade LaSalle |              |                              |                     | |                         |                     |
| 17 | 17           | "More Now"                   | Bethany Rooney      | Christopher Silber                                                                                    | 10 de março de 2015     | 12.61               |
| LaSalle e Brody preocupam-se com a obsessão de Pride em capturar seu arquiinimigo Baitfish, que está matando vários de seus antigos aliados. Personagens recorrentes: Daryl Mitchell como Patton Plame e Shalita Grant como Agente da ATF Sonja Percy |              |                              |                     | |                         |                     |
| 18 | 18           | "The List"                   | Michael Zinberg     | Laurie Arent                                                                                          | 24 de março de 2015     | 14.42               |
| Um oficial da Marinha é encontrado morto em um clube de strip, e o "modus operandi" do crime remete a dois casos não resolvidos. O ex-noivo de Merri aparece de surpresa para uma visita. |              |                              |                     | |                         |                     |
| 19 | 19           | "The Insider"                | James Whitmore, Jr. | David Appelbaum & Scott D. Shapiro                                                                    | 7 de abril de 2015      | 14.33               |
| Dra. Wade e Sebastian são mantidos reféns por um criminoso, interessado em um corpo que seria submetido a autópsia. |              |                              |                     | |                         |                     |
| 20 | 20           | "Rock-A-Bye-Baby"            | Elodie Keene        | Jonathan I. Kidd & Sonya Winton                                                                       | 14 de abril de 2015     | 14.40               |
| A equipe deve localizar um bebê sequestrado, filha adotiva de um oficial da Marinha. Personagem recorrente: Diane Neal como Agente Especial do CGIS Abigail Borin |              |                              |                     | |                         |                     |
| 21 | 21           | "You'll Do"                  | Alrick Riley        | Sam Humphrey                                                                                          | 28 de abril de 2015     | 14.55               |
| O irmão de LaSalle é acusado de assassinar a namorada, e LaSalle recebe ordens para afastar-se do caso. Baitfish reaparece e deixa uma mensagem para Pride. Personagem recorrente: Clayne Clawford como Cade LaSalle |              |                              |                     | |                         |                     |
| 22 | 22           | "How Much Pain Can You Take" | Terrence O'Hara     | Christopher Silber & Christopher Ambrose                                                              | 5 de maio de 2015       | 13.35               |
| A equipe utiliza todos os recursos para tentar localizar o assassino Baitfish. O caso se complica quando é descoberto que Baitfish e a advogada Sasha Broussard estão ligados e ao mesmo tempo estão tentando livrar-se um do outro. Personagem recorrente: Shalita Grant como Agente da ATF Sonja Percy |              |                              |                     | |                         |                     |
| 23 | 23           | "My City"                    | James Hayman        | Roteiro por : Jeffrey Lieber                                                                          | 12 de maio de 2015      | 13.61               |
| Ao investigar um assassinato no porto, Pride e sua equipe descobrem que um perigoso terrorista do Oeste da África está em New Orleans e pode estar planejando um atentado. Personagens recorrentes: Stacy Keach como Cassius Pride, Daryl Mitchell como Patton Plame e Shalita Grant como Agente da ATF Sonja Percy                                                                                               |              |                              |                     | |                         |                     |